# Celina Nowak
Celina Dominika Nowak (ur. 14 grudnia 1974) – polska prawniczka, karnistka, doktor habilitowana nauk prawnych specjalizująca się w prawie karnym i prawie karnym międzynarodowym. Od 2016 dyrektorka Instytutu Nauk Prawnych Polskiej Akademii Nauk.

## Życiorys
Absolwentka Wydziału Prawa i Administracji Uniwersytetu Warszawskiego oraz studiów podyplomowych w zakresie polityki karnej i prawa karnego na Université Paris 1 Panthéon-Sorbonne. Stypendystka rządu francuskiego i włoskiego, a także Instytutu Maxa Plancka we Freiburgu. W 2007 doktoryzowała się, a w 2015 uzyskała stopień doktor habilitowanej w Instytucie Nauk Prawnych Polskiej Akademii Nauk.
W 2000 rozpoczęła pracę w Instytucie Nauk Prawnych Polskiej Akademii Nauk. W 2016 została jego dyrektorką. W 2016 objęła stanowisko profesora nadzwyczajnego PAN.
W latach 2001–2007 była wykładowczynią w Europejskiej Wyższej Szkole Prawa i Administracji a od 2007 wykłada prawo karne w Katedrze Prawa Karnego na Akademii Leona Koźmińskiego. Wykładała gościnnie we Francji (Institut des Sciences Politiques).
Autorka publikacji z zakresu prawa karnego. Od 2012 jest członkinią kolegium redakcyjnego czasopisma Klinika Prawa, a od 2014 Krytyka Prawa.
Od 2011 jest członkinią Rady Programu Przeciwko Korupcji w Fundacji im. Stefana Batorego. Współpracowała między innymi z Sejmem Rzeczypospolitej Polskiej, Helsińską Fundacją Praw Człowieka oraz Ministerstwem Spraw Zagranicznych.